# جيرمين غامبز
جيرمين غامبز (بالإنجليزية: Jermaine Gumbs)‏ هو لاعب كرة قدم بريطاني، ولد في 5 مايو 1986 في سلاو في المملكة المتحدة. شارك مع منتخب أنغويلا لكرة القدم. أما مع النوادي، فقد لعب مع نادي هيلينغدون بورو.

## وصلات خارجية
- جيرمين غامبز على موقع الاتحاد الدولي (مؤرشف)  (الإنجليزية)
- جيرمين غامبز على موقع قاعدة بيانات كرة القدم.إي يو (الإنجليزية)
- جيرمين غامبز على موقع ناشيونال فوتبول تيمز (الإنجليزية)